# Hemodylucja
Hemodylucja – jest to zabieg kontrolowanego pobrania krwi pełnej bezpośrednio przed operacją i podaniem płynów infuzyjnych w celu utrzymania objętości krwi i jej rozcieńczenia. Zgromadzona podczas zabiegu krew może zostać przywrócona do krwiobiegu po zakończeniu operacji.

## Zabieg
Hemodylucja polega na pobraniu określonej objętości krwi pełnej chorego bezpośrednio przed operacją z jednoczesnym dożylnym podaniem krystaloidów w celu jej rozcieńczenia i wyrównania utraconej objętości krwi. Zabieg operacyjny jest wykonywany podczas prawidłowej objętości krwi, jednak z obniżoną ilością krwinek czerwonych i obniżeniem hematokrytu. Po wykonanym zabiegu zgromadzona krew może powrócić do krwiobiegu operowanego, a nadmiar płynów jest usuwany za pomocą leków moczopędnych. W odróżnieniu od autotransfuzji krew jest pobierana i zwracana do krwiobiegu na sali operacyjnej.
Zwykle hematokryt jest obniżany do około 27–30%, ale mogą być konieczne jego niższe wartości. Spadek hematokrytu zmienia właściwości reologiczne krwi, spada całkowity opór obwodowy naczyń (SVR) i zwiększa się rzut serca (CO). Zużycie tlenu przez tkanki jest podtrzymywane przez jego zwiększoną ekstrakcję z krwi. Metabolizm tlenu zaczyna ulegać załamaniu dopiero przy spadku hematokrytu poniżej około 20%.

## Wykorzystanie
Hemodylucja jest wykorzystywana podczas operacji z bardzo nasiloną utratą krwi oraz w celu unikania allotransfuzji preparatów krwiopochodnych. Ograniczeniem metody jest niemożność jej zastosowania u chorych z niedokrwistością ze stężeniem hemoglobiny poniżej 12 g/dl, przewlekłą obturacyjną chorobą płuc (POChP), niewydolnością nerek, marskością wątroby czy koagulopatią.